# Trouwjurk van Kate Middleton

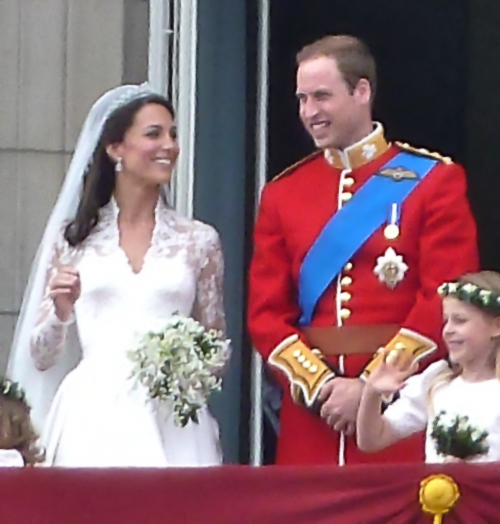
De hertogin en hertog van Cambridge met een bruidsmeisje op hun trouwdag.

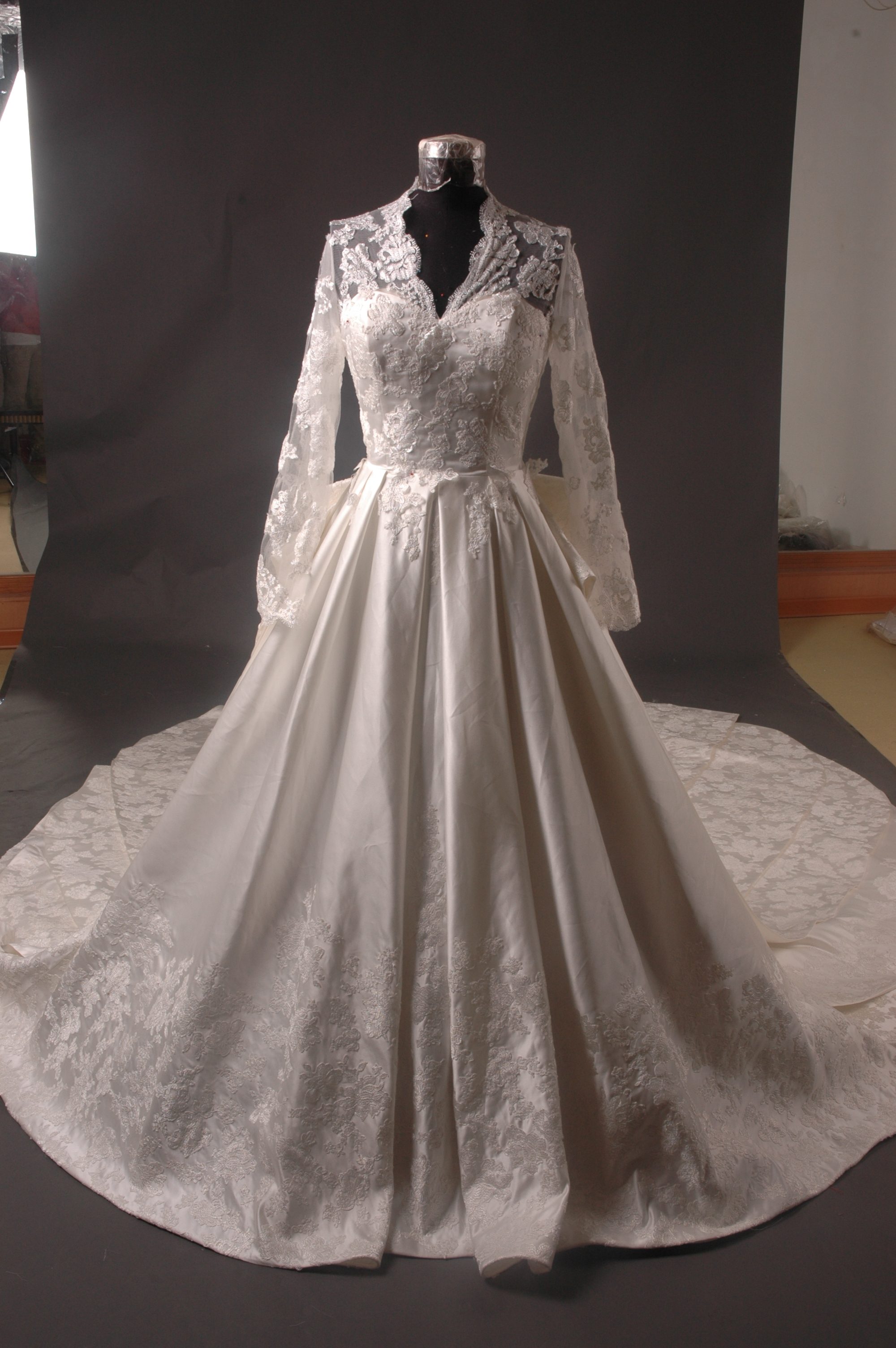
Chinese kopie van de trouwjurk, die vier weken na het huwelijk te koop werd aangeboden.

De trouwjurk van Kate Middleton is een creatie van de Britse modeontwerpster Sarah Burton, creatief directeur van het Britse modehuis Alexander McQueen. Kate Middleton, nu Catherine prinses van Wales, droeg deze bruidsjurk tijdens haar huwelijk met prins William op 29 april 2011.
De jurk en zijn maker werden pas officieel aangekondigd toen de bruid uit de auto stapte en Westminster Abbey binnenging vlak voor de dienst. Er was lang uitgekeken naar deze bruidsjurk, waaraan de media vanwege het ontwerp, symboliek en verwachte invloed op de westerse bruidsmode veel aandacht besteedden. Er werden replica's gemaakt en verkocht en het origineel werd tentoongesteld in Buckingham Palace van 23 juli tot 3 oktober 2011 als deel van de jaarlijkse zomertentoonstelling.

## Speculatie
Voor de huwelijksdag werd er veel gespeculeerd over het soort jurk dat Middleton zou kiezen. Op 6 maart 2011 meldde The Sunday Times bij geruchte dat Middleton de ontwerpster Sarah Burton zou hebben gekozen: "Een bron uit de modewereld deelde mee dat de jurk een combinatie zal zijn van Middletons eigen ideeën en Burtons diepgaande kennis van haute couture." Het modehuis en Burton ontkenden elke betrokkenheid. Burtons werk was Middleton in 2005 opgevallen toen ze het huwelijk bijwoonde van Tom Parker Bowles, de zoon van de Hertogin van Cornwall. Burton had de bruidsjurk ontworpen voor zijn bruid, de modejournalist Sara Buys. Ook werden de volgende ontwerpers genoemd: Victoria Beckham, Sophie Cranston van modehuis Libelula, Jasper Conran, Elizabeth Emanuel, Daniella Issa Helayel die Middletons verlovingsjurk maakte, het merk Marchesa van Keren Craig en Georgina Chapman, Stella McCartney, Bruce Oldfield, en Catherine Walker.
Burton dreef bij bookmakers boven als beste kanshebber, zo duidelijk dat de Engelse bookmaker William Hill al een week voor het huwelijk geen weddenschap meer aannam. David Emanuel, mede-ontwerper van de bruidsjurk van prinses Diana gaf als commentaar aan de Canadese modejournalist Jeanne Beker dat "McQueen eigendom is van Gucci, een Italiaanse firma. Als Kate die kant op was gegaan, zou het de eerste keer zijn dat een Britse modehuis gepasseerd werd. En de Italianen zouden in hun vuistje lachen."
Volgens Joanna Marschner, Senior Curator van de Historic Royal Palaces "..moesten de jurken langer worden vanwege de toegenomen verwachting van de media. tv-camera's in Westminster Abbey brengen met zich mee dat die jurken de locatie eer aan moeten doen en hun ontwerp scherpe kritiek kan doorstaan."

## Ontwerp

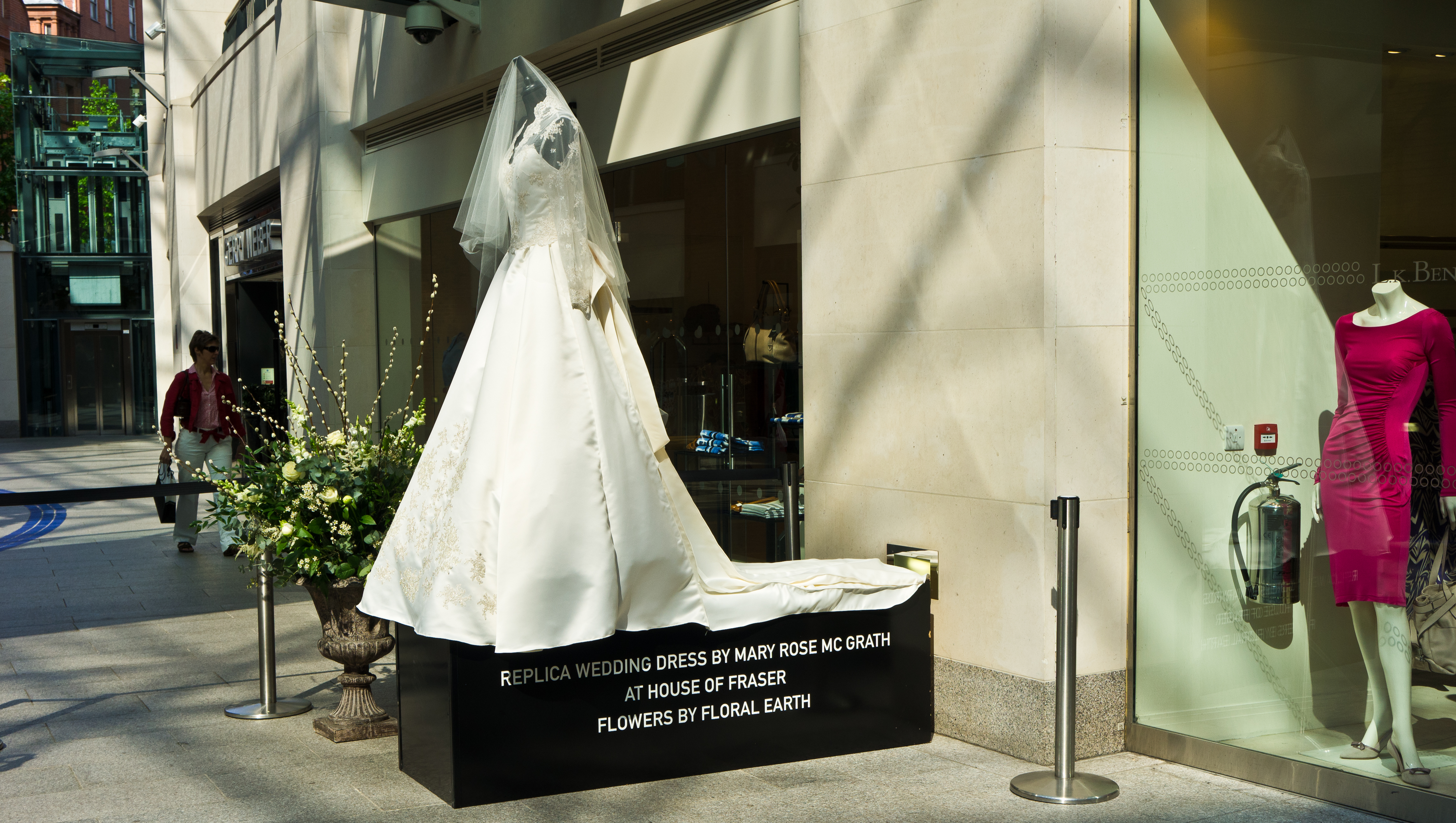
Replica van de jurk voor een winkel in Belfast.

Volgens persverklaringen wilde Middleton traditie en moderniteit laten samengaan "met de artistieke visie die het werk van Alexander McQueen kenmerkt." In nauwe samenwerking met Middleton ontwierp Burton de jurk.
De jurk heeft een kanten appliqué lijf met details die de volkeren van het Verenigd Koninkrijk symboliseren. Het geheel is van satijn, waarbij ook de rok appliqué-werk heeft. In het lijf werd een oude Carrickmacross naaldkanttechniek toegepast, die stamt uit het Ierland van de jaren 1820, waarbij bloemen werden uitgeknipt: rozen voor Engeland, distels voor Schotland, narcissen voor Wales en klaver (shamrock) voor Ierland, die apart op wit ivoorkleurig zijde tule werden aangebracht. Het kanten appliceerwerk werd met de hand uitgevoerd door de Royal School of Needlework, gevestigd in het Hampton Court Palace. De japonnaaisters namen om de drie uur nieuwe naalden en wasten hun handen elk half uur om afdrukken op het weefsel te vermijden.
De sleep mat 270 cm.
Door het hele lijfje, rok en zoom van de onderrok werd Engels kant en Franse Chantilly kant toegepast. Omdat kant uit verschillende bronnen kwam, moest Burton en haar groep scherp op gelijke kleur letten. "Het lijfje van ivoorkleurige satijn is enigszins opgevuld in de heupen en smaller gemaakt in het middel. Het werd geïnspireerd door de victoriaanse traditie van corsetmaken, een sterk punt van Alexander McQueen. Op de rug zijn er 58 knopen van gazar en organza, die vastgemaakt worden met Rouleau-lussen. De onderrok is gemaakt van Engelse Cluny kant op zijde tule." Het lijfje van de jurk werd uitgevoerd in gazar van ivoren en wit satijn, van Brits textiel dat Sarah Burton speciaal bestelde. De lange rok met zachte plooien tot aan de grond moest op een ontluikende bloem lijken. Aan de rugkant loopt een victoriaanse halve tournure (queue de Paris) uit in een korte sleep van bijna drie meter. Om tegemoet te komen aan de gewoonte volgens het rijmpje
van iets blauws werd een blauw lint in de jurk genaaid. Het ontwerp voor het keurslijfje volgens de Carrickmacross techniek was iets ouds.
Het Britse tabloid The News of the World meldde dat wegens geheimhouding de borduurwerkers van de Royal School of Needlework verteld was dat de jurk bestemd was voor een kostuumdrama op tv waarbij geld geen rol speelde. Daardoor werd alom gespeculeerd dat de jurk £ 250.000 kostte, hoewel een woordvoerder van Clarence House deze bewering tegensprak.

## Ontvangst en invloed
De jurk ontlokte veel commentaar aan modeexperts en werd bijzonder goed ontvangen. Het ontwerp zou grotendeels traditioneel zijn en geïnspireerd door jurken uit de jaren 1950. Karl Lagerfeld schreef: "De jurk is klassiek en past goed in het decor van Westminster. Hij doet me haast denken aan het huwelijk van Elizabeth en de koninklijke trouwpartijen in de jaren [19]50. De verhouding van de sleep is goed en het kant is bijzonder mooi. Ik hou van de sluier." Antonio Marras van Kenzo: "De keuze van het merk en de stijl van de jurk was een erg slimme combinatie van geavanceerde mode en traditie — alles zeer Engels. Je kon verwijzingen zien naar de trouwjurk van Grace Kelly of de jurken van koningin Elizabeth, maar eenvoudiger en moderner." Het kanten lijf van Middletons jurk leek op dat van de bruidsjurk van Grace Kelly bij haar huwelijk met Reinier III van Monaco in 1956.
De jurk werd samen met andere voorwerpen die een rol speelden bij het koninklijk huwelijk in Buckingham Palace tentoongesteld van 23 juli 2011 tot 3 oktober 2011. Men beweert dat koningin Elizabeth de manier waarop de jurk en tiara tentoongesteld werden op een etalagepop zonder hoofd in wit licht "afschuwelijk" vond, toen ze met Middleton een privé-rondleiding kreeg in juli 2011. Een microfoon ving een gesprekje van de koningin met Middleton op: "Het ziet er expres eng uit", waarop Middleton antwoordde dat het een "3D-effect" had.
De jurk was mede de reden voor een recordaantal bezoekers aan Buckingham Palace in de zomer van 2011. Naar verluidt droeg hij ook bij aan de inzameling van rond de acht miljoen pond voor zowel het goededoelenfonds van Kate Middleton als de renovatie van het paleis.